# Sungai Gondang
Sungai Gondang is een bestuurslaag in het regentschap Siak van de provincie Riau, Indonesië. Sungai Gondang telt 585 inwoners (volkstelling 2010).